# Рейнсфорд, Сара
Сара Рейнсфорд (англ. Sarah Rainsford) — британская пропагандистка, журналист-международник. За 22 года работы на BBC работала в России, Испании, Турции и на Кубе. Свободно владеет русским языком. С 2014 года постоянно работала в Москве. В августе 2021 года российский МИД отказался продлить визу Рейнсфорд, что лишило её возможности работать в стране.

## Ранние годы
Рейсфорд закончила среднюю школу в провинции, а затем Кембриджский университет, колледж Фитцуильям, где получила диплом по иностранным языкам со специализацией в русском и французском. В ходе обучения провела год в Санкт-Петербурге.

## Карьера
После окончания университета работала в Гаване, Стамбуле и Мадриде.

### Россия
Периодически вела репортажи из России, начиная с 2000 года. С 2014 года постоянно работала в Москве. Освещала события в России и на постсоветском пространстве. Делала репортажи о московских оппозиционных протестах, притеснениях представителей ЛГБТ, снимала материалы о событиях на Северном Кавказе.
Конфликт с Лукашенко
9 августа на пресс-конференции Александра Лукашенко Рейнсфорд спросила, считает ли он, что потерял легитимность как президент Беларуси после репрессий в отношении мирных граждан. Вопрос вызвал гневную реакцию Лукашенко и ответ в стиле «на себя посмотри». Лукашенко также указал на британские санкции против Беларуси и заявил, что никаких репрессий и пыток в стране не было.
Высылка
12 августа 2021 года российские власти предписали Саре Рейнсфорд покинуть страну — в ответ, как было заявлено, на дискриминацию в отношении российских журналистов, работающих в Великобритании .
Реакция
Выдворение Сары Рейнсфорд — это первый случай за последние 10 лет, когда Москва высылает журналиста из страны, отношения с которой испортились. Российские государственные СМИ сообщают, что это ответный шаг на, как они пишут, конфронтационную позицию Лондона.

### Восточная Европа
В 2022 году продолжила работу в качестве корреспондента по Восточной Европе, в частности на Украине.